# Ammoplanus
Ammoplanus is een geslacht van vliesvleugelige insecten van de familie van de graafwespen (Crabronidae).

## Soorten
- A. bischoffi Marechal, 1938
- A. blascoi Boucek & Gayubo, 2001
- A. ceballosi Giner Mari, 1943
- A. dusmeti Giner Mari, 1943
- A. gengen Tsuneki, 1972
- A. hofferi Snoflak, 1943
- A. insularis Giner Mari, 1943
- A. kaszabi Tsuneki, 1972
- A. kohlii Kohl, 1898
- A. marathroicus (De Stephani, 1887)
- A. minutus Boucek, 2001
- A. nanus Boucek & Gayubo, 2001
- A. perrisi Giraud, 1869
- A. pragensis Snoflak, 1945
- A. rhodesianus Arnold, 1924
- A. rjabovi Gussakowskij, 1931
- A. simplex Gussakowskij, 1952
- A. strumae Boucek, 2001
- A. torresi Gayubo, 1991